# تنظيم الدولة الإسلامية - ولاية البنغال

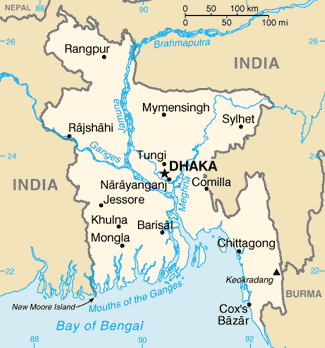
خريطة بنغلاديش مع مدنها الكبرى

ينشط تنظيم الدولة الإسلامية في العراق والشام (داعش)، بشكل متزايد في بنغلاديش منذ عام 2015. ارتبطت الجماعات المتشددة المحلية بتنظيم الدولة الإسلامية. من غير المؤكد ما إذا كانت الهجمات في بنغلاديش هي التي دبرها تنظيم الدولة الإسلامية، أو تم التخطيط لها بشكل مستقل وإعلان تبنيها من قبل الجماعة، أو أنها نسبت لاحقًا إلى تنظيم الدولة الإسلامية. غالبًا ما تكون أهداف التنظيم في بنغلاديش هم الأجانب أو المدونون العلمانيون أو الصحفيون الذين يعارضون تطبيق الشريعة الإسلامية وإنشاء دولة إسلامية.

## الخلفية

### تنظيم الدولة الإسلامية في جنوب آسيا

علم تنظيم الدولة الإسلامية

نشأ نشاط تنظيم الدولة الإسلامية في العراق، وانتشر من الشرق الأوسط إلى البلدان الأفريقية مثل مصر ومالي والصومال؛ دول جنوب آسيا مثل بنغلاديش وباكستان والهند ودول جنوب شرق آسيا مثل إندونيسيا والفلبين. تهدف المجموعة إلى استعادة خراسان الكبرى، وهي منطقة تاريخية تغطي أفغانستان وجزءً من آسيا الوسطى. يقع فرع خراسان التابع للتنظيم في جنوب آسيا.
استخدمت المنظمة الإرهابية الاضطرابات الاجتماعية، وحل الحواجز اللغوية، والدعم المحلي السري لتجنيد مقاتلين من جنوب آسيا في الجهاد العالمي. تم استهداف تدفق اللاجئي الروهينغا المسلمين من ميانمار للتجنيد من قبل تنظيم الدولة الإسلامية عندما يدخلون إلى بنغلاديش. بعض هؤلاء اللاجئين مستهدفون ومدعومون من قبل الجماعة الإسلامية البنغالية، أكبر حزب سياسي إسلاموي في البلاد.
في عام 2002، شكلت جماعة مجاهدي بنغلاديش المتطرفة لجنةً في مدينة مالدا بالهند. إنها أكثر الجماعات المتطرفة نشاطًا في بنغلاديش، وقد ربطت نفسها بتنظيم الدولة الإسلامية. لقد استغلت الجماعة الحدود القابلة للاختراق بين الهند وبنغلاديش لنقل المتفجرات، ويُعتقد أنها مسؤولة عن تفجير باردهام بالقرب من الحدود الهندية البنجلاديشية عام 2014. إن جماعة مجاهدي بنغلاديش، التي تم تمويلها وعسكرتها من قبل طالبان في منطقة AfPak قبل تلقي دعم تنظيم الدولة الإسلامية، تستهدف الأقليات في بنغلاديش.
وقعت هجمات مستوحاة من التنظيم في جميع أنحاء جنوب آسيا، بما في ذلك كويته في باكستان وكابل في أفغانستان ودكا في بنغلاديش. سافر الشباب من هذه البلدان بشكل متزايد من جنوب آسيا إلى سوريا والعراق. يؤثر التنظيم على وسائل التواصل الاجتماعي ويجنّده ويضع استراتيجياته وينظمه. حددت القوات الهندية الخلايا الهندية لتنظيم الدولة الإسلامية في مدهيا برديش وكاليان وكيرلا وحيدر آباد ووأتر. يتواجد التنظيم في الهند بشكل كبير من خلال الشبكات الاجتماعية على الإنترنت. كما حاولت الجماعة التسلل إلى ولاية جامو وكشمير غير المستقرة، وهي منطقة متنازع عليها بين الهند وباكستان لأسباب دينية وإقليمية.

### تنظيم الدولة الإسلامية في بنغلاديش 1971–2015
بنغلاديش هي دولة ديمقراطية علمانية ذات أغلبية مسلمة ومستوى معيشي منخفض. ومنذ استقلالها عن باكستان المسلمة في عام 1971، كان التطرف الإسلامي والدفع من أجل دولة إسلامية موحدة عبر شبه القارة الهندية حافزًا للعمل المحلي والاهتمام الدولي في بنغلاديش. أعلن تنظيم الدولة الإسلامية مسؤوليته عن عمليات قصف وإطلاق نار وطعن استهدفت الغربيين وغيرهم من الأجانب والمسلمين الشيعة. يتم تنفيذ معظم الهجمات في بنغلاديش من قبل مجموعات بالوكالة ادعت (أو نُسبت) إلى تنظيم الدولة الإسلامية في وقت لاحق، ومقدار تأثير التنظيم المباشر غير واضح.
في يونيو 2014، أعلن تنظيم الدولة الإسلامية نفسه خلافة عالمية مع أبو بكر البغدادي زعيمًا لها. في أغسطس من ذلك العام، وزع تنظيم الدولة الإسلامية مقطع فيديو لبنغاليين يبايعون الجماعة بالبنغالية. لم يتم تضمين بنغلاديش في الخطة الخمسية للتنظيم التي نُشرت في ذلك العام، مع كونها دولة ذات أغلبية مسلمة. منذ عام 2015، تبنت حكومة بنغلاديش سياسة صريحة لا تتسامح مع الإرهاب والتطرف الإسلامي. اعترف تنظيم الدولة الإسلامية باستهداف (ومهاجمة) بنغلاديشين علمانيين والمسلمين الشيعة والأجانب والمدونين وغيرهم من الأفراد الذين يعارضون هدفهم. تتمتع المجموعة بحضور كبير على الإنترنت في بنغلاديش من خلال وسائل التواصل الاجتماعي، وتأثير جسدي متزايد مع إنكار الحكومة.
تنشط المنظمات الإرهابية المحلية بشكل متزايد بدعم من المنظمات العابرة للأوطان مثل تنظيم الدولة الإسلامية جسديًا وعبر الإنترنت من خلال وسائل التواصل الاجتماعي. ومنذ عام 2013، قُتل أكثر من 40 علمانيًا على يد هذه الجماعات المحلية. وفقًا لجماعة مجاهدي بنغلاديش وتنظيم الدولة الإسلامية في العراق والشام، كان أعضاء الجماعة يتصرفون نيابة عن تنظيم الدولة الإسلامية في بنغلاديش. تُجند المجموعة في المناطق الغنية بدكا (مثل بناني) وفي الأماكن التي يتجمع فيها الشباب للدراسة والتدريب. تطلق الحكومة البنجلاديشية على المجموعة اسم «جماعة مجاهدي بنغلاديش الجديدة».

## الجدول الزمني

### 2015
- مايو: وقع هجوم مميت نفذته جماعة جند الله المتطرفة التابعة لتنظيم الدولة الإسلامية في العراق والشام، حيث استُهدف 46 من المسلمين الشيعة بسبب آرائهم الدينية المعارضة.[14]
- 28 سبتمبر: قُتلت المواطنة الإيطالية تافيلا سيزار أثناء ركضها في دكا. قال المشتبه بهم البنغلاديشيون للشرطة أنهم اُستأجروا من قبل جهة أطلقوا عليها اسم «الأخ الأكبر» لقتل أجنبي. ومع أن أيًا من الرجال المقبوض عليهم لم يشر صراحة إلى تنظيم الدولة الإسلامية، فقد أعلنت الجماعة الإرهابية مسؤوليتها عن الهجوم.[5][10]
- 3 أكتوبر: قُتل الياباني كونيو هوشي رميًا بالرصاص في قرية بمقاطعة رانجبور. ومع أن الشرطة ألقت اللوم على جماعة مجاهدي بنغلاديش في الهجوم، إلا أن تنظيم الدولة الإسلامية أعلن مسؤوليته في منشورٍ له على الإنترنت.[5][10]
- 24 أكتوبر: أعلنت عناصر تابعة لتنظيم الدولة الإسلامية مسؤوليتها عن تفجير خارج حسيني دالان، مكان عبادة في دكا، حيث استهدف المهاجمون تجمعًا شيعيًا. قُتل شخص واحد وجُرح حوالي 100.[5][10][15]
- نوفمبر: نُشرت مقابلة بعنوان «إحياء الجهاد في البنغال» في مجلة دابق التابعة لتنظيم الدولة الإسلامية.[16]
- 4 نوفمبر: أعلن تنظيم الدولة الإسلامية مسؤوليته على هجوم نُفِّذ على نقطة تفتيش للشرطة قُتل فيه ضابط شرطة.[15]
- 25 نوفمبر: أعلنت الجماعة مسؤوليتها عن عملية انتحارية استهدفت مسجد الجماعة الأحمدية. أصيب حوالي 12 شخصًا بالإضافة إلى مقتل المهاجم.[15]

### 2016
نفّذ تنظيم الدولة الإسلامية 11 هجومًا خلال الأشهر الستة الأولى من عام 2016 في جميع أنحاء بنغلاديش. لقد شن أعضائه هجمات ذات دوافع دينية ضد الهندوس في بونبارا، ودكا، وجهينايداه ورنكبور والمسيحيين في بونبارا، ورنكبور وحي كوشتيا، واستهدفوا الزعيم البوذي في جهينايداه.
- 22 فبراير: تبنّت المجموعة هجومًا في شمال بنجلاديش في منطقة بانشاجاره قُتل فيه جوغسوار روي، وهو كاهن هندوسي، وأصيب اثنان آخران.[10][18]
- 14 مارس: قُتل حافظ عبد الرزاق، رجل دين شيعي، طعنًا حتى الموت في منطقة جهينايداه في عملية اغتيال أعلن تنظيم الدولة الإسلامية مسؤوليته عنها.[بحاجة لمصدر]
- 23 أبريل: قتل الأستاذ الجامعي رضا الكريم صديق بالمناجل في راجشاهي. ومع أن تنظيم الدولة الإسلامية أعلن مسؤوليته عن الهجوم، فقد اعتقد المسؤولون أنها ربما كانت جريمةً مقلدة وليس جريمة ارتكبها التنظيم.[10]
- 25 أبريل: مقتل رجلين بالمناجل على يد مسلحين في هجوم تبناه تنظيم تنظيم الدولة الإسلامية. أحدهم، Xulhaz Mannan، كان ناشطًا في مجال حقوق المثليين في بنغلاديش. لقد كان محررًا لمجلة مجتمع الميم الوحيدة في البلاد، كان يعيش في السفارة الأمريكية في دكا.[بحاجة لمصدر]
- 25 مايو: نُسب مقتل رجل أعمال هندوسي إلى الجماعة.[10]
- 7 يونيو: قُتل راهب هندوسي على يد مسلحين في غرب بنغلاديش في هجوم تبناه تنظيم الدولة الإسلامية،[10] وقد تعرض بقّال مسيحي مسن للقرصنة حتى الموت في بونبارا.[19]
- 1 يوليو: في يوم الجمعة الأخير من شهر رمضان، اقتحم خمسة من أعضاء جماعة مجاهدي بنغلاديش مخبز هولي أرتيسان في حي جولشان تانا في دكا. تم أخذ سكان الحي رهائنًا، واستهدف المهاجمون كل من الأجانب أو المسلمين الذين لا يعتبرون متدينين بما فيه الكفاية. قُتل 22 شخصًا (18 منهم من الأجانب)، وأصيب 50 آخرون.[17][20][21] كان هذا أكبر هجوم متطرف في بنغلاديش منذ عام 1996.[22] لقد ميّز المهاجمون بين الأجانب والمواطنين البنغلاديشيّين، و (البنغلاديشيّين) بين المسلمين الأصوليين والمعتدلين. أولئك الذين استطاعوا الاقتباس من القرآن تم إعفاؤهم وعوملوا معاملة حسنة، ومن لم يستطع فقد تم إعدامهم.[23] تم بث الهجوم على الهواء مباشرة إلى حسابات وسائل التواصل الاجتماعي التابعة لتنظيم الدولة الإسلامية عبر شبكة واي فاي الخاصة بالمخبز.[24] تم عرض صور المهاجمين أمام أعلام التنظيم.[22] نفى رئيس وزراء بنغلاديش تورط التنظيم، وعزا الهجوم إلى التشدد المحلي. كان هذا أسوأ هجوم منذ أكثر من عقد، عندما قامت جماعة مجاهدي بنغلاديش بوضع قنابل متزامنة في جميع أنحاء بنغلاديش مما أسفر عن مقتل عشرين شخصًا.[25]
- 7 يوليو: أسفر هجوم انتحاري بالقرب من عيد جاه في شولاقية عن مقتل أربعة من أعضاء تجمع كبير لعيد الفطر.[26] كان الدافع وراء ذلك هو اعتقاد تنظيم الدولة الإسلامية وأتباعهم بأن أي شكل من أشكال الإسلام غير السلفية معتدل للغاية ويبرر الجهاد.[23]

### 2017
- 17 مارس: دخل مسلح يشتبه في كونه عضوًا في جماعة مجاهدي بنغلاديش مجمعًا لكتيبة العمل السريع بحزام ناسف في محاولة لتنفيذ تفجير انتحاري. فجر المهاجم سترته عندما اقترب منه اثنان من مسؤولي المجمع، فقتل نفسه وجرحهما.[27]
- 24 مارس: أعلن تنظيم الدولة الإسلامية مسؤوليته عن هجوم انتحاري فاشل عند نقطة تفتيش للشرطة بالقرب من مطار شاه جلال الدولي في دكا. أسفر الهجوم عن مقتل المسلح لكن لم تقع إصابات أخرى. يُشتبه في أن القنبلة انفجرت قبل الأوان.[28][29]
- 25 مارس: قتل ثمانية أشخاص، بينهم ضابطَا شرطة، وأصيب أكثر من 40 في تفجير مزدوج في سيلهيت.[29] كانت القوات العسكرية وقوات الشرطة تحاول مداهمة منزل آمن للمسلحين يُعتقد أنه ينتمي إلى تنظيم الدولة الإسلامية عندما وقعت الانفجارات؛ أحدهما جاء من رجل على دراجة نارية، والآخر مزروع في كيس من الخضار. وبحسب الجيش البنجلاديشي، فإن المسلحين كانوا يفجرون قنابل أخرى حول المدينة.[30] وقع الهجوم في أول إحياء ليوم ذكرى الإبادة الجماعية البنغالية.
- نوفمبر: أقر طيار تابع لخطوط بيمان بنغلاديش الجوية بأنه مذنب بالتآمر لتحطيم طائرة ركاب في مدينة جانابهابان، مقر إقامة رئيسة الوزراء شيخة حسينة.[29]

## الرد البنغلاديشي
يدعم حوالي نصف سكان بنجلاديش، أو يمكنهم تبرير الهجمات الانتحارية التي يرتكبها المتطرفون الإسلاميون. ومع أن بعض الدعم يأتي من الفقراء، إلا أن الشباب الذين يتمتعون بمستوى معيشي جيد نسبيًا هم أكثر دعمًا للهجمات الانتحارية من المتعلمين جيدًا. من المرجح أن يعارض الأشخاص الأكثر فقرًا في المدن عنف الإسلاميين والتفجيرات الانتحارية بسبب التأثير المباشر على حياتهم. الأشخاص الأكثر ثراءً في المناطق الثرية هم أقل عرضة من نظرائهم الأفقر لتجربة تداعيات عنف الإسلاميين.
على الرغم من الهجمات العديدة التي نسبتها الشرطة إلى تنظيم الدولة الإسلامية والتي أعلن التنظيم مسؤوليتها عنها، إلا أن الحكومة تنفي وجودها في بنغلاديش، وكانت بطيئة في الرد على التهديدات المحلية. أحد أسباب الرفض هو موقع بنغلاديش باعتبارها موطنًا لثاني أكبر صناعة للملابس في العالم (بعد الصين). قد تؤدي الهجمات الإرهابية ووجود التنظيم الذي أكدته الحكومة إلى الإضرار بالثقة الأجنبية في البلاد، مما يؤثر على السفر والتجارة.
تم شنق زعيم حزب جماعة مجاهدي بنغلاديش بنغالا بهاي في عام 2007 بتهمة القتل. تم الإعلان عن الجماعة فرعًا لتنظيم الدولة الإسلامية في بنغلاديش، رغم إنكار الحكومة لوجود التنظيم في البلاد. حدد مكتب الولايات المتحدة لمراقبة الأصول الأجنبية ووزارة الخارجية الأمريكية «تنظيم الدولة الإسلامية» في بنغلاديش، مستشهدين بمقتل تافيلا سيزار عام 2015 وهجوم دكا في يوليو 2016 كدليل على وجود التنظيم في بنغلاديش.
تقوم حكومة بنغلاديش بتجنيد المنظمات الدولية وقادة المجتمع المحلي للمساعدة في تغيير القبول المحلي للأعمال المتطرفة الإسلامية في البلاد. طلبت رئيسة الوزراء شيخة حسينة من البلدان الأخرى التي تمارس نشاط تنظيم الدولة الإسلامية في مجتمعات الشتات، مثل المملكة المتحدة، اتخاذ إجراءات وقائية ضد الأفراد الذين ينشرون التطرف بين المجتمعات ويعيدون الإيديولوجيا (والتشدد) إلى بنغلاديش؛ أثبت مجتمع الشتات في إنجلترا صلاته بتنظيم الدولة الإسلامية وجماعة مجاهدي بنغلاديش.
لتعزيز قوة الحكومة في بنغلاديش، تعاونت الدولة مع الولايات المتحدة لتحصين حدودها ضد هجرة المسلحين ثنائية الاتجاه. تم تدريب خفر السواحل البنغلاديشي ووحدة الحرب الخاصة البحرية ووحدة إنقاذ الغوص وكتيبة المغاوير الأولى التابعة للجيش من قبل قيادة العمليات الخاصة الأمريكية باسيفيك في عام 2015.
التزمت حكومة بنغلاديش بحركة مكافحة الإرهاب، وشاركت في بروتوكولات مكافحة الإرهاب التابعة لرابطة جنوب آسيا للتعاون الاقليمي وتَبنّت المواقف والإجراءات التي تعززها إستراتيجية استراتيجية الأمم المتحدة العالمية لمكافحة الإرهاب. وهي جزءٌ من مجموعة آسيا / المحيط الهادئ لغسيل الأموال، والتي تهدف إلى إحباط تمويل المسلحين والمنظمات الإرهابية. ومع أن قانون مكافحة الإرهاب لعام 2009 لا يحظر صراحة التجنيد والهجرة (وهما أمران أساسيان لانتشار الإرهاب)، فقد تم اتخاذ إجراءات قانونية ضد الأفراد المشتبه في قيامهم بتسهيل التجنيد في بنغلاديش وخارجها.